# ジョン・マーティン (ミュージシャン)

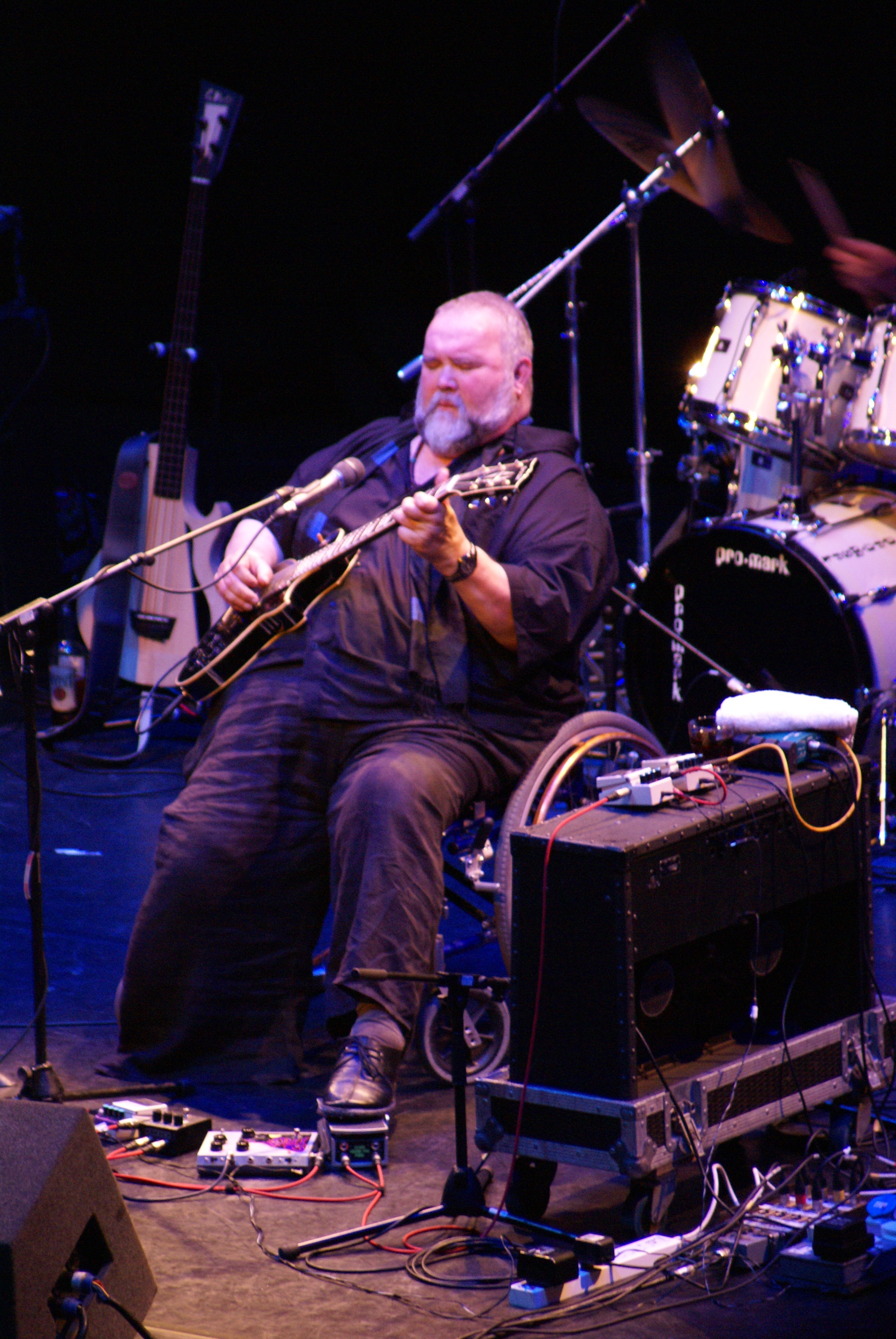
2008年のジョン・マーティン

ジョン・マーティン（John Martyn、OBE、本名：イエイン・デイヴィッド・マクギーチー（Iain David McGeachy）、1948年9月11日 – 2009年1月29日）は、イギリスのシンガーソングライター、ギタリストである。
40年以上に渡って、20枚以上のスタジオ・アルバムを発表し、フォーク、ジャズ、ロック、ブルースなどのジャンルに縛られず、エリック・クラプトンやデヴィッド・ギルモアと共演した。
2009年の年頭に大英帝国勲章を叙勲されたが、その数週間後に没した。

## ディスコグラフィ

### スタジオ・アルバム
- London Conversation (1967年、Island)
- The Tumbler (1968年、Island)
- Stormbringer! (1970年、Island) ※with ビヴァリー・マーティン
- The Road to Ruin (1970年、Island) ※with ビヴァリー・マーティン
- Bless the Weather (1971年、Island)
- 『ソリッド・エアー』 - Solid Air (1973年、Island)
- Inside Out (1973年、Island)
- Sunday's Child (1975年、Island)
- One World (1977年、Island)
- Grace and Danger (1980年、Island)
- 『支配者に捧ぐ』 - Glorious Fool (1981年、WEA)
- 『隠されし至宝』 - Well Kept Secret (1982年、WEA)
- Sapphire (1984年、Island)
- Piece by Piece (1986年、Island)
- 『ジ・アプレンティス』 - The Apprentice (1990年、Permanent)
- Cooltide (1991年、Permanent)
- 『クドゥント・ラヴ・ユー・モア』 - Couldn't Love You More (1992年、Permanent)
- 『ノー・リトル・ボーイ』 - No Little Boy (1993年、Permanent)
- And. (1996年、Go! Discs)
- The Church with One Bell (1998年、Independiente)
- Glasgow Walker (2000年、Independiente)
- On the Cobbles (2004年、Independiente)
- Heaven and Earth (2011年、Hole in the Rain)

### ライブ・アルバム
- 『ライヴ・アット・リーズ』 - Live at Leeds (1975年)
- Philentropy (1983年)
- 『ファウンデイションズ』 - Foundations (1987年)
- 『ライヴ・イン・コンサート』 - BBC Radio 1 Live in Concert (1992年)
- Live (1995年)
- The New York Session (2000年)
- Germany 1986 (2001年) ※with ダニー・トンプソン
- The Brewery Arts Centre, Kendal 1986 (2001年) ※with ダニー・トンプソン
- Live at the Town & Country Club, 1986; Collectors Series 2 (2001年)
- Sweet Certain Surprise (live in New York, 1977) (2001年)
- Live at the Bottom Line, New York, 1983; Collectors Series 3 (2001年)
- Live in Milan, 1979; Collectors Series 4 (2002年)
- And Live (2003年) ※1996年録音
- Live in Concert at the Cambridge Folk Festival BBC 1985 (2003年)
- Classics Live (2004年)[3]
- Live in Nottingham 1976 (2005年)
- On Air (Bremen Town Hall, Germany, September 1975) (2006年)
- In Session (2006年) ※BBCセッション。1973年&1978年録音
- Live at The Roundhouse (2007年)
- BBC Live in Concert (2007年)
- The Battle of Medway: 17 July 1973 (2007年)
- The Simmer Dim (Garrison Theatre, Lerwick, August 1980) (2008年)
- The July Wakes (July Wakes Festival, Chorley, Lancs, July 1976) (2008年)
- Live at the Hanging Lamp (Richmond, London, May 1972) (2013年) ※ヴァイナル盤のみ